# Tipula excetra
Tipula excetra är en tvåvingeart som beskrevs av Alexander 1935. Tipula excetra ingår i släktet Tipula och familjen storharkrankar. Inga underarter finns listade i Catalogue of Life.